# Nemoria marielosae
Nemoria marielosae là một loài bướm đêm trong họ Geometridae.